# Jagadhri
Jagadhri là một thành phố và là nơi đặt hội đồng đô thị (municipal council) của quận Yamunanagar thuộc bang Haryana, Ấn Độ.

## Địa lý
Jagadhri có vị trí 30°10′B 77°18′Đ / 30,17°B 77,3°Đ Nó có độ cao trung bình là 263 mét (862 feet).

## Nhân khẩu
Theo điều tra dân số năm 2001 của Ấn Độ, Jagadhri có dân số 101.300 người. Phái nam chiếm 55% tổng số dân và phái nữ chiếm 45%. Jagadhri có tỷ lệ 71% biết đọc biết viết, cao hơn tỷ lệ trung bình toàn quốc là 59,5%: tỷ lệ cho phái nam là 73%, và tỷ lệ cho phái nữ là 68%. Tại Jagadhri, 12% dân số nhỏ hơn 6 tuổi.